# Big & Betsy
Big & Betsy is een Vlaamse kinderserie op televisie die bedacht werd door Danny Verbiest, Gert Verhulst en Hans Bourlon. Het programma is een productie van het Belgische productiebedrijf Studio 100.
Het programma was voor het eerst op televisie te zien als presentatieonderdeel op 6 april 1999. Vanaf 5 november 2000 kreeg het duo een eigen serie: De Big & Betsy Show. De serie eindigde op 23 februari 2003. Na het stoppen van de reeks was Big (Peter Thyssen) nog ruim vijf jaar te zien in De Wereld is Mooi op Z@ppelin als presentator.
In 2024 maakten Big & Betsy een eenmalige comeback op de Studio 100 Sing Along in het Sportpaleis.

## Personages
BigBig is een varkentje, wonend op een boerderij samen met zijn vriendinnetje Betsy. Big is dol op eten en lijdt dan ook aan overgewicht. Desondanks is hij wel heel lief en zachtaardig. Big laat graag windjes, waardoor overbuurvrouw Theresa Pruim wegkwijnt in de stank.
BetsyBetsy is het bazinnetje van Big. Ze werkt op de boerderij. Ze verveelt zich nooit. Haar overbuurjongen, Pieter Paul Pruim, is smoorverliefd op haar. Helaas is het niet wederzijds, want Betsy wil een stoere jongen. Betsy is zeer behulpzaam, maar is ook wel in voor een geintje. Samen met Big verzint ze vaak plannetjes om hun vrienden in de maling te nemen.
Pieter Paul PruimPieter Paul Pruim is de overbuurjongen van Big en Betsy. Hij is de zoon van de Zuurpruim en een onbekende vader die nooit in de serie vermeld wordt, alleen in de eerste aflevering zegt mevrouw Pruim dat ze zijn vader die zich als een varken gedroeg de deur heeft gewezen. Mevrouw Pruim  dwingt hem tot studeren en verbiedt om te gaan met 'die wilde meid en dat vieze varken'. Pieter Paul is, buiten zijn moeders medeweten in, verliefd op Betsy en wil dan ook zo veel mogelijk tijd doorbrengen met het duo. Hij is ook vaak zenuwachtig als hij bij Big en Betsy over de vloer komt.
Theresa PruimTheresa Pruim is de chique en hautaine overbuurvrouw van Big en Betsy. Ze is allesbehalve aardig en is erg gesteld op netheid. Haar huis moet er steeds piekfijn uitzien, omdat er ieder moment zeer hoog bezoek kan langskomen. Als iemand, vooral Big en Betsy, haar idealistisch wereldje verstoort, noemt ze het steeds "een schande, een grote schande". Big noemt haar vaak 'Zuurpruim'. Sinds jaar en dag is Theresa lid van de 'Club voor Belangrijke Dames', een club waarbij alleen deftige en chique dames zitten.
Agent SuikerbuikAgent Suikerbuik is de hoofdagent – en tevens enige agent – van het dorp. Rond etenstijd is hij altijd te vinden bij Big en Betsy. Suikerbuik houdt enorm veel van eten. Op het politiebureau zijn er dan ook meer taartjes, koekjes en snoepgoed te vinden dan politiedossiers. Meestal als hij taart wil eten, wordt hij gestoord. Vaak door mevrouw Pruim, omdat Big en Betsy weer iets hebben "uitgestoken". Hij is er altijd voor te vinden om samen met Big en Betsy een grap uit te halen.
Boer JanusBoer Janus is de buurman van Big en Betsy en onderhoudt een grote boerderij. Hij is bijna altijd vrolijk en is dol op zijn koe Bella. Hij weet niet veel, in tegenstelling tot zijn tweelingbroer Marcus, die wel veel weet.

## Rolverdeling
| Personage         | Acteur/actrice     |
| ----------------- | ------------------ |
| Big               | Peter Thyssen      |
| Betsy             | Maike Boerdam      |
| Pieter Paul Pruim | Jan Van Hecke      |
| Theresa Pruim     | Myriam Bronzwaar   |
| Agent Suikerbuik  | Fred Van Kuyk      |
| Boer Janus        | Chris Cauwenberghs |

### Gastrollen
| Personage         | Acteur/actrice                                            |
| ----------------- | --------------------------------------------------------- |
| Professor Brûlée  | Aimé Anthoni                                              |
| Hoofdcommissaris  | Sjarel Branckaerts                                        |
| Belangrijke dames | Assunta Geens, Anke Helsen, Martine Hendrickx, Petra Dias |

## Afleveringen
Van 2000 t/m 2003 werden er 78 afleveringen van elk ca. 21 minuten opgenomen.

### Seizoen 1 (2000-2001)
| Aflevering (seizoen) | Aflevering (serie) | Code  | Titel                          | Uitzenddatum     | Bijzonderheden                      | Speelduur |
| -------------------- | ------------------ | ----- | ------------------------------ | ---------------- | ----------------------------------- | --------- |
| 1                    | 1                  | 01x01 | Het kennismakingsfeestje       | 5 november 2000  |                                     | 19:39     |
| 2                    | 2                  | 01x02 | De koningin                    | 12 november 2000 |                                     | 24:07     |
| 3                    | 3                  | 01x03 | De mesthoop                    | 19 november 2000 |                                     | 24:11     |
| 4                    | 4                  | 01x04 | Studeren                       | 26 november 2000 |                                     | 18:35     |
| 5                    | 5                  | 01x05 | Pieter Paul Pruim op de vlucht | 3 december 2000  |                                     | 24:31     |
| 6                    | 6                  | 01x06 | Janus de agent                 | 10 december 2000 | De eerste aflevering met Boer Janus | 22:37     |
| 7                    | 7                  | 01x07 | De cadeaus                     | 17 december 2000 |                                     | 22:07     |
| 8                    | 8                  | 01x08 | De onbekende aanbidder         | 24 december 2000 |                                     | 21:25     |
| 9                    | 9                  | 01x09 | De vaas                        | 31 december 2000 |                                     | 18:09     |
| 10                   | 10                 | 01x10 | Het bonte banket               | 7 januari 2001   |                                     | 23:49     |
| 11                   | 11                 | 01x11 | De talentenjacht               | 14 januari 2001  |                                     | 24:34     |
| 12                   | 12                 | 01x12 | Big is ontvoerd                | 21 januari 2001  |                                     | 23:46     |
| 13                   | 13                 | 01x13 | De ezel                        | 28 januari 2001  |                                     | 21:43     |
| 14                   | 14                 | 01x14 | De baby                        | 4 februari 2001  |                                     | 21:46     |
| 15                   | 15                 | 01x15 | Voetballen                     | 11 februari 2001 |                                     | 18:40     |
| 16                   | 16                 | 01x16 | De geest uit de ketel          | 18 februari 2001 |                                     | 22:31     |
| 17                   | 17                 | 01x17 | De kleren van Big & Betsy      | 25 februari 2001 |                                     | 23:29     |
| 18                   | 18                 | 01x18 | De marsmannetjes               | 4 maart 2001     |                                     | 20:18     |
| 19                   | 19                 | 01x19 | Het kunstwerk                  | 11 maart 2001    |                                     | 21:02     |
| 20                   | 20                 | 01x20 | Het autootje van mevrouw Pruim | 18 maart 2001    |                                     | 20:55     |
| 21                   | 21                 | 01x21 | De barbecue                    | 25 maart 2001    |                                     | 22:52     |
| 22                   | 22                 | 01x22 | De dieven                      | 1 april 2001     |                                     | 20:35     |
| 23                   | 23                 | 01x23 | De fuif                        | 8 april 2001     |                                     | 23:02     |
| 24                   | 24                 | 01x24 | Bananenpudding                 | 15 april 2001    |                                     | 22:47     |
| 25                   | 25                 | 01x25 | De kookwedstrijd               | 22 april 2001    | Aimé Anthoni Als Professor Brulee   | 24:30     |
| 26                   | 26                 | 01x26 | Het spookhuis                  | 29 april 2001    |                                     | 22:06     |

### Seizoen 2 (2001-2002)
| Aflevering (seizoen) | Aflevering (serie) | Code  | Titel                           | Uitzenddatum      | Bijzonderheden                            | Speelduur |
| -------------------- | ------------------ | ----- | ------------------------------- | ----------------- | ----------------------------------------- | --------- |
| 1                    | 27                 | 02x01 | De eerlijkheidsman              | 2 september 2001  |                                           | 19:14     |
| 2                    | 28                 | 02x02 | Het Big & Betsy hotel           | 9 september 2001  |                                           | 24:55     |
| 3                    | 29                 | 02x03 | Suikerbuik gaat trouwen         | 16 september 2001 |                                           | 22:47     |
| 4                    | 30                 | 02x04 | Het frietkraam                  | 23 september 2001 |                                           | 23:22     |
| 5                    | 31                 | 02x05 | Kasteelheer Janus               | 30 september 2001 |                                           | 23:39     |
| 6                    | 32                 | 02x06 | De Oosterse avond               | 7 oktober 2001    |                                           | 23:54     |
| 7                    | 33                 | 02x07 | Jacht op een vaas               | 14 oktober 2001   |                                           | 21:56     |
| 8                    | 34                 | 02x08 | De marsmannetjes zijn geland    | 21 oktober 2001   |                                           | 18:55     |
| 9                    | 35                 | 02x09 | Muizen in huis                  | 28 oktober 2001   |                                           | 22:41     |
| 10                   | 36                 | 02x10 | De vogelverschrikker            | 4 november 2001   |                                           | 20:07     |
| 11                   | 37                 | 02x11 | Big in bad                      | 11 november 2001  |                                           | 22:23     |
| 12                   | 38                 | 02x12 | De tomatenshow                  | 18 november 2001  |                                           | 21:32     |
| 13                   | 39                 | 02x13 | Een bom in de schuur            | 25 november 2001  |                                           | 20:15     |
| 14                   | 40                 | 02x14 | De beleefde big                 | 2 december 2001   |                                           | 24:31     |
| 15                   | 41                 | 02x15 | De jongensclub                  | 9 december 2001   |                                           | 23:21     |
| 16                   | 42                 | 02x16 | De windenwedstrijd              | 16 december 2001  |                                           | 23:43     |
| 17                   | 43                 | 02x17 | De slaapwandelaar               | 23 december 2001  |                                           | /         |
| 18                   | 44                 | 02x18 | De stoere zeeman                | 30 december 2001  |                                           | 24:45     |
| 19                   | 45                 | 02x19 | De baardenziekte                | 6 januari 2002    |                                           | 24:36     |
| 20                   | 46                 | 02x20 | De quiz                         | 13 januari 2002   | Dubbelrol van Chris Cauwenberghs (Marcus) | 23:00     |
| 21                   | 47                 | 02x21 | Kamperen                        | 20 januari 2002   |                                           | 17:00     |
| 22                   | 48                 | 02x22 | De etende plant                 | 27 januari 2002   |                                           | 22:42     |
| 23                   | 49                 | 02x23 | De wasmachine                   | 3 februari 2002   |                                           | 23:00     |
| 24                   | 50                 | 02x24 | Kleine Janus, kleine Suikerbuik | 10 februari 2002  |                                           | 25:00     |
| 25                   | 51                 | 02x25 | De krachtpatser                 | 17 februari 2002  |                                           | 19:21     |
| 26                   | 52                 | 02x26 | Hildegonde                      | 24 februari 2002  |                                           | 19:49     |

### Seizoen 3 (2002-2003)
| Aflevering (seizoen) | Aflevering (serie) | Code  | Titel                                   | Uitzenddatum      | Bijzonderheden                                                                | Speelduur |
| -------------------- | ------------------ | ----- | --------------------------------------- | ----------------- | ----------------------------------------------------------------------------- | --------- |
| 1                    | 53                 | 03x01 | Radio Bigsy                             | 1 september 2002  |                                                                               | 26:33     |
| 2                    | 54                 | 03x02 | De dief                                 | 8 september 2002  |                                                                               | 22:00     |
| 3                    | 55                 | 03x03 | De ontsnapte gevangene                  | 15 september 2002 | Dubbelrol van Jan Van Hecke (De ontsnapte gevangene)                          | 20:31     |
| 4                    | 56                 | 03x04 | De weddenschap                          | 22 september 2002 |                                                                               | 24:29     |
| 5                    | 57                 | 03x05 | Het rapport van Pieter Paul             | 29 september 2002 |                                                                               | 23:34     |
| 6                    | 58                 | 03x06 | Irma                                    | 6 oktober 2002    |                                                                               | 21:59     |
| 7                    | 59                 | 03x07 | De toneelwedstrijd                      | 13 oktober 2002   |                                                                               | 22:40     |
| 8                    | 60                 | 03x08 | De onzichtbaarheidsring                 | 20 oktober 2002   | Dubbelrol van Peter Thyssen (Dokter)                                          | 20:57     |
| 9                    | 61                 | 03x09 | Pieter Paul in Afrika                   | 27 oktober 2002   |                                                                               | 24:03     |
| 10                   | 62                 | 03x10 | Babsy                                   | 3 november 2002   |                                                                               | 19:25     |
| 11                   | 63                 | 03x11 | De doe alles wat niet mag dag           | 10 november 2002  |                                                                               | 22:35     |
| 12                   | 64                 | 03x12 | De bananenkweker                        | 17 november 2002  |                                                                               | 21:06     |
| 13                   | 65                 | 03x13 | De tombola                              | 24 november 2002  |                                                                               | 20:57     |
| 14                   | 66                 | 03x14 | De rare hypnose                         | 1 december 2002   |                                                                               | 23:39     |
| 15                   | 67                 | 03x15 | De gevangenis                           | 8 december 2002   |                                                                               | 23:58     |
| 16                   | 68                 | 03x16 | Het huwelijksbureau                     | 15 december 2002  |                                                                               | 24:50     |
| 17                   | 69                 | 03x17 | Tien jaar Club van de belangrijke dames | 22 december 2002  |                                                                               | 18:48     |
| 18                   | 70                 | 03x18 | De stinkstrijder                        | 29 december 2002  |                                                                               | /         |
| 19                   | 71                 | 03x19 | De onverbiddelijke zoener               | 5 januari 2003    |                                                                               | 23:31     |
| 20                   | 72                 | 03x20 | De strenge agent                        | 12 januari 2003   |                                                                               | 25:27     |
| 21                   | 73                 | 03x21 | Suikerbuik is zijn stem kwijt           | 19 januari 2003   |                                                                               | 20:13     |
| 22                   | 74                 | 03x22 | De windjesgeest                         | 26 januari 2003   |                                                                               | 19:45     |
| 23                   | 75                 | 03x23 | De schat van de piraat                  | 2 februari 2003   |                                                                               | 16:40     |
| 24                   | 76                 | 03x24 | De wedstrijd van de zonnige plant       | 9 februari 2003   |                                                                               | 18:33     |
| 25                   | 77                 | 03x25 | Boze buren                              | 16 februari 2003  | De laatste aflevering met Agent Suikerbuik, Boer Janus en decor politiebureau | 23:52     |
| 26                   | 78                 | 03x26 | Prinses de la Prunella                  | 23 februari 2003  |                                                                               | 22:50     |

## Theater
- 2002 – Studio 100 Zomerfestival (Big en Betsy)
- 2003 – Studio 100 Zomerfestival (Big)
- 2024 - Studio 100 Sing Along (Big en Betsy)

## Merchandise
Van de reeks verschenen verschillende dvd's en videobanden. Niet alle uitgaven zijn zowel op dvd als op vhs verschenen.
Serie 1:
1. De kleren van Big & Betsy[a]
2. Het autootje van mevrouw Pruim[a]
3. De tomatenshow[a]
4. De beleefde big[a]
5. De stoere zeeman[a]
6. Het Big & Betsy-hotel
7. Radio Bigsy
8. Het bonte banket
9. De ontsnapte gevangene
10. De toneelwedstrijd

Serie 2:
1. Griezelen[b]
2. Big in bad[b]
3. De kookwedstrijd[b]

## Trivia
- Chris Cauwenberghs en Aimé Anthoni speelden samen ook in Kabouter Plop, Cauwenberghs als kabouter Lui tot 2014 en Anthoni als kabouter Klus.
- Fred van Kuyk en Sjarel Branckaerts speelden samen ook in Mega Mindy, Van Kuyk als Opa Fonkel en Branckaerts als Emiel Migrain tot aan Branckaerts' dood in 2007.